# Ilokelezja
Ilokelezja (Ilokelesia aguadagradensis) – teropod z rodziny abelizaurów (Abelisauridae).
Żył w okresie późnej kredy (ok. 98-90 mln lat temu) na terenach Ameryce Południowej. Długość ciała ok. 9 m, wysokość ok. 4 m, ciężar ok. 1,5 t. Jego szczątki znaleziono w Argentynie (w prowincji Neuquén).